# Двухфакторная теория интеллекта
Двухфакторная теория интеллекта — теория интеллекта, созданная Чарльзом Спирменом, основным характерным признаком которой является представление о том, что на всякую интеллектуальную деятельность влияют два фактора интеллекта: общий («G») и специфический («S»).

## Описание
Создатель теории: Чарльз Спирмен — английский статистик и психолог, специалист в области экспериментальной психологии, методов оценки и измерения, теории, истории и философии психологии, психологии личности и социальной психологии.
Спирмен полагал, что всякая интеллектуальная деятельность содержит общее начало, которое получило название «общего фактора интеллекта». Общий (генеральный) фактор «G», образует основание любых успешных умственных действий также этот фактор называют «общий интеллект». Кроме фактора «G», был выделен специфический фактор «S», свойственный только одному какому-либо виду деятельности и действующий только в одной ситуации, он нужен для решения задач в отдельных областях.
Фактор «G» — это и есть собственно интеллект, сущность которого сводится к индивидуальным различиям в «умственной энергии». Умственная энергия характеризуется, по Спирмену, тремя показателями:
1. количество, уровень умственной энергии.
2. степень энергии, то есть быстрота перехода от одной деятельности к другой.
3. степень колебаний энергии, так называемая легкость её восстановления после определенной деятельности.[1]

Исследования показали, что максимальную нагрузку по фактору «G» обычно имеют следующие тесты: прогрессивные матрицы Равена, ориентированные на диагностику способности к выявлению закономерностей в организации серии последовательно усложняющихся геометрических фигур и тесты интеллекта Кеттела, разделившего спирменовский g-фактор на два компонента (g-«кристаллизованный интеллект» и g-«текучий интеллект»). По мнению Кеттела, кристаллизованный интеллект — это результат образования и различных культурных влияний, его основная функция заключается в накоплении и организации знаний и навыков. Текучий интеллект характеризует биологические возможности нервной системы.
В течение трех десятилетий двухфакторная теория подвергалась острой критике. Одни отрицали само существование общего фактора «g» как врожденного, других не убеждали его математические доказательства. В ответ на это Спирмен и его сотрудники совершенствовали теоретическую и статистическую базу. Двухфакторная модель интеллекта была дополнена факторами, отвечающими за механические, арифметические и лингвистические (вербальные) способности, которые оказались расположенными между S- и G-факторами, что превратило модель Спирмена в иерархическую.
Однако уже в 1930-х гг. представление о простой двухфакторной структуре интеллекта стало уступать появляющимся многофакторным теориям (Л. Терстоуна, Дж. Гилфорда и др.).